# Wachet! betet! betet! wachet!, BWV 70a
Wachet! betet! betet! wachet!, BWV 70a (Vetlleu! Pregueu! Pregueu! Vetlleu!), és una cantata religiosa de Johann Sebastian Bach per al segon diumenge d'Advent, estrenada a Weimar el 6 de desembre de 1716.
D'aquesta cantata se n'ha perdut la música però se’n conserva una versió amb el mateix títol BWV 70.